# Prompt Global Strike
Prompt Global Strike (абр. PGS; українською — «Швидкий глобальний удар») — військова ініціатива Сполучених Штатів Америки, спрямована на розробку системи, яка дозволить завдати удару з повітря засобами конвенційного (неядерного) озброєння в будь-якій точці світу впродовж однієї години, подібно до ядерної міжконтинентальної балістичної ракети. Така зброя дозволить Сполученим Штатам швидше реагувати на стрімкі миттєві загрози, ніж це можливо звичайними засобами. Система PGS також може бути корисною під час ядерного конфлікту, потенційно замінивши використання ядерної зброї щодо 30 % цілей. Програма PGS охоплює численні вже наявні і перспективні експериментальні технології, включаючи звичайні ракети наземного базування та гіперзвукові ракети, базовані на повітряних суднах та підводних човнах, хоча станом на 2015 рік жодної спеціальної системи PGS так і не було розроблено.

## Система
Система PGS має на меті доповнювати вже існуючі американські сили швидкого реагування, такі як війська передового спрямування, повітряні експедиційні групи (які можуть бути розгорнуті впродовж 48 годин) та авіаносні ударні групи (які можуть бути розгорнуті впродовж 96 годин).
Можливі системи доставки боєголовок PGS включають:
- ракети, подібні до існуючих МБР, випущені з суші або з підводного човна;
- гіперзвукові крилаті ракети, випущені з повітряних суден або підводних човнів, такі як Boeing X-51 або Advanced Hypersonic Weapon;
- кінетичну зброю, запущену з орбітальної космічної платформи.

У 2010 році військово-повітряні сили Сполучених Штатів створили прототип ракети системи PGS на основі модифікованої МБР Minuteman III. У березні 2011 року генерал-майор військово-повітряних сил генерал Девід Скотт заявив, що служба не мала планів використовувати морську або сухопутні системи МБР для швидкого глобального удару, оскільки розробка такого проекту буде занадто дорогою та становитиме потенційну небезпеку. Замість цього зусилля будуть спрямовані на розробку гіперзвукового планера. Проте вже наступного дня начальник штабу ВПС США Нортон Шварц заявив, що система PGS на базі МБР все залишається одним із варіантів.